# Liparis tartaricus
Liparis tartaricus és una espècie de peix pertanyent a la família dels lipàrids.

## Descripció
- Fa 7 cm de llargària màxima.[5][6]

## Hàbitat
És un peix marí, demersal i de clima temperat que viu entre 0-3 m de fondària.

## Distribució geogràfica
Es troba al golf de Pere el Gran (el mar del Japó).

## Observacions
És inofensiu per als humans.